# Pungencia

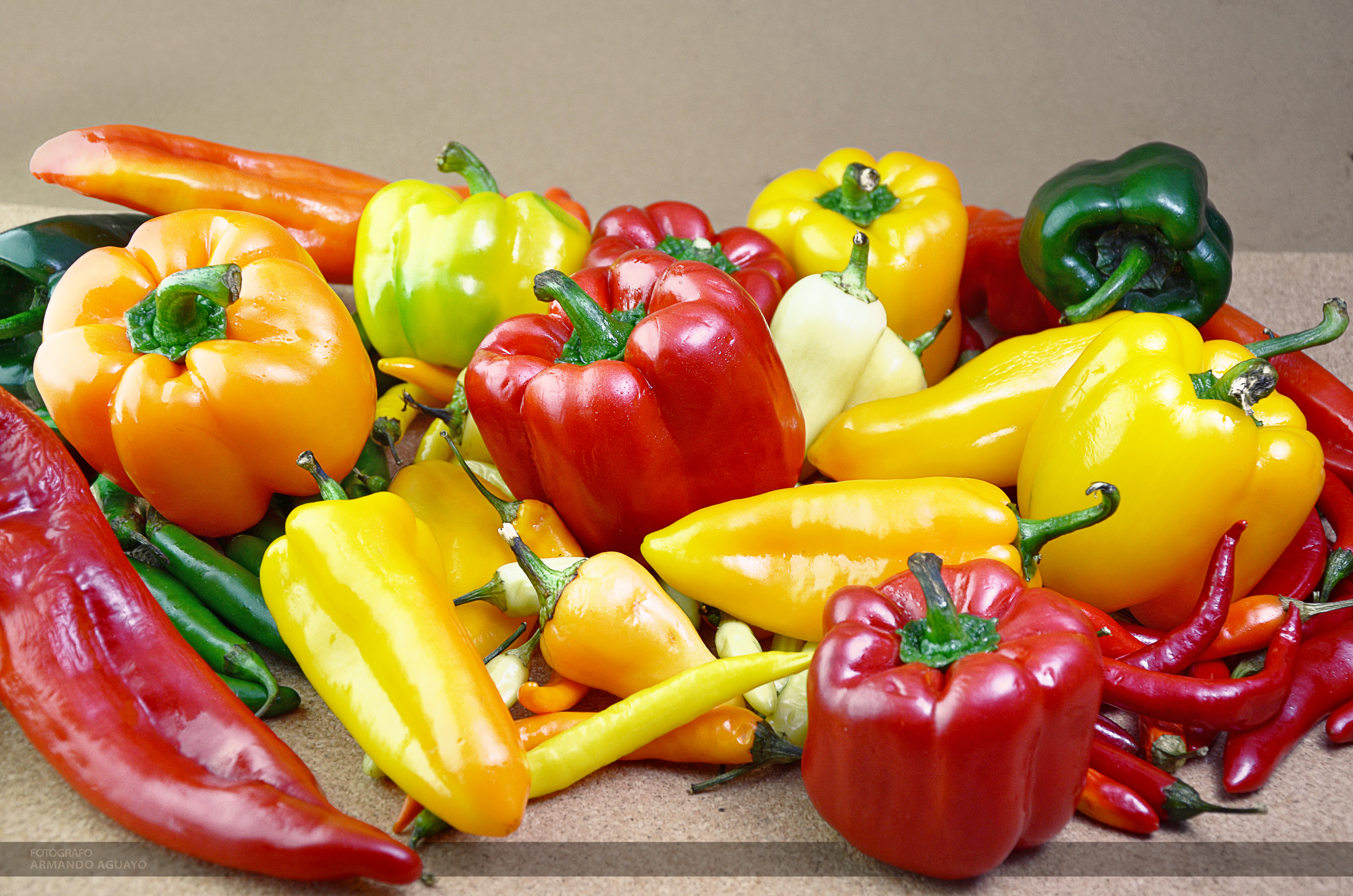
Varias plantas que están dentro del género Capsicum, género de plantas principalmente conocidas por contener picante debido a la alta presencia de capsaicina, componente principal del picante.

La pungencia, también llamado picor o picante, es la sensación de ardor agudo producido por productos hortícolas como los pimientos picantes y la cebolla (Allium cepa L.), captada por el sentido del gusto al contacto con algunas sustancias (véase sabor).[cita requerida] La medición de su nivel respecto a los pimientos picantes se lleva a cabo a través de la escala Scoville, [cita requerida] que determina la cantidad de capsaicina, el componente químico responsable de la sensación de picor, contenida en estos. En todo caso, existen varios tipos de picante, presentes en alimentos tan variados como la pimienta, el jengibre, el wasabi, el ajo, etcétera. En concreto, hay varias familias de picante según el componente químico que lo causa: alicina, capsaicina, piperina, isotiocianato de alilo y gingerol. 
Algunos países tradicionalmente han incorporado a su gastronomía condimentos de esta clase para conservar ciertos ingredientes. También se emplea para refrigerar el cuerpo. En la actualidad el picante se encuentra en la vanguardia de la gastronomía y las dietas, pues se trata de un regenerador natural de las mucosas y de un potente activador del metabolismo basal, entre otros beneficios conocidos. Contrariamente a la creencia popular, el picante no es un sabor, sino que se percibe a través de los receptores del dolor, una de las razones por las que cada vez es necesaria una mayor cantidad para lograr el mismo efecto en los consumidores.

## En la gastronomía internacional
Gastronomías como la india, mexicana o tailandesa han normalizado un alto nivel de pungencia en sus comidas, lo que las ha popularizado a nivel internacional. Se calcula que es en estos tres países donde más se consumen estos condimentos: se ingieren entre 25 y 200 miligramos de capsaicinoides al día, una cifra que llama la atención si se la compara con el consumo europeo, donde baja hasta 1,5 miligramos. En África, América y Oceanía también se encuentran otras gastronomías picantes, pero que anteponen el sabor o gusto de los frutos o condimentos más que la mera pungencia.

## Propiedades
Entre los beneficios del picante se incluye su uso como conservante natural de los alimentos. De hecho, en el Antiguo Egipto lo utilizaban en el embalsamamiento de las momias. 
Otra de sus virtudes es que se trata de un potente antiinflamatorio. Algunos de ellos poseen propiedades antisépticas –como el ajo– y son capaces de calmar el dolor –aplicado de forma tópica o en infusión–.
También potencia el sabor de los alimentos, aunque es capaz de camuflar sus aromas naturales.
Tiene efectos vasodilatadores, reduce la presión arterial y resulta muy efectivo en el tratamiento de resfriados y similares, especialmente en procesos gripales con mucosidad.
Contrariamente a la creencia popular, mejora la actividad digestiva y activa el metabolismo, incrementando el gasto energético y produciendo sensación de saciedad –precisamente por esto suele emplearse en muchas dietas para el control del peso-. También ayuda a acabar con los gases y combate los parásitos intestinales.
Durante muchos años los médicos y científicos creyeron que el consumo de comidas picantes era la causa de patologías digestivas como la gastritis y la úlcera péptica. No obstante, actualmente quedó demostrado que ello no es más que un mito, ya que la causa de dichas patologías son el consumo abusivo de fármacos antiinflamatorios no esteroideos y la infección por Helicobacter pylori.
Mejorar la digestión, también es un beneficio del picante ya que ayuda a estimular el metabolismo y acelera la producción de jugos gástricos.

## Alimentos picantes

### Cebollas
Respecto a las cebollas, según la definición de pungencia de la investigadora M. D. Raigón, de la Escuela Técnica Superior del Medio Rural y Enología, adscrita a la Universidad Politécnica de Valencia:

La pungencia es un parámetro relacionado directamente con la tipificación varietal de las cebollas, es decir, con la capacidad que presenten las diferentes variedades para acumular compuestos sulfurados en sus células.

El nivel de pungencia puede ser medido como contenido de ácido pirúvico, o por los sulfóxidos de cisteína, los precursores del sabor y del aroma, usando la cromatografía líquida de alta resolución (HPLC).
La pungencia en la cebolla desaparece al cocinarla. 

### Chile o ají
En los chiles o ajíes, la pungencia es producida por la capsaicina (C18 H27 NO3). La cayena, asimismo, incrementa la producción de ácidos estomacales, previene el estreñimiento y favorece la digestión. 
Existen 250 variedades de ajíes o chiles, cada una de ellas con una pungencia diferente,  entre 0 y 3.180.000 en la escala Scoville.

### Rábano
El rábano es un alimento pungente de cuyo tallo se extrae el Wasabi.  También se come el fruto el cual tiene cierto picor resultado de los isotiocianatos que lo componen. 

### Pimienta
La pimienta es otro condimento pungente, resultado de acumular piperina, el químico que proporciona la sensación de picor en la boca. 
Existen 700 variedades de pimienta conocidas,  siendo originaria de la India. 

### Ajo
El ajo es un alimento que al igual que la cebolla pertenece a la familia Allium,  cuya pungencia se debe a la presencia de alicina. 

### Jengibre
El Jengibre es una planta,  cuya raíz se conoce coloquialmente como Jengibre.  Su pungencia proviene del compuesto químico llamado gingerol. 

## Sintomatología
La sensación de picor es causada por la capsaicina (compuesto activo de los pimientos picantes), la piperina (se encuentra en la pimienta negra y en el jengibre) y la alicina (presente en el ajo y la cebolla crudos), debido a la activación de la sensación de acidez y calor en el canal iónico sobre los nociceptores (los receptores del dolor).[cita requerida]